# Purda (gromada)
Purda – dawna gromada, czyli najmniejsza jednostka podziału terytorialnego Polskiej Rzeczypospolitej Ludowej w latach 1954–1972.
Gromady, z gromadzkimi radami narodowymi (GRN) jako organami władzy najniższego stopnia na wsi, funkcjonowały od reformy reorganizującej administrację wiejską przeprowadzonej jesienią 1954 do momentu ich zniesienia z dniem 1 stycznia 1973, tym samym wypierając organizację gminną w latach 1954–1972.
Gromadę Purda z siedzibą GRN w Purdzie utworzono – jako jedną z 8759 gromad na obszarze Polski – w powiecie olsztyńskim w woj. olsztyńskim na mocy uchwały nr 21 WRN w Olsztynie z dnia 4 października 1954. W skład jednostki weszły obszary dotychczasowych gromad Marcinkowo, Pajtuny, Purda, Purdka i Wyrandy ze zniesionej gminy Marcinkowo w tymże powiecie. Dla gromady ustalono 15 członków gromadzkiej rady narodowej.
1 stycznia 1960 do gromady Purda włączono wieś Prejłowo oraz PGR-y Wały i Podlaza ze zniesionej gromady Jedzbark w tymże powiecie.
31 grudnia 1961 do gromady Purda włączono obszar zniesionej gromady Giławy w tymże powiecie.
31 grudnia 1967 z gromady Purda wyłączono część obszaru PGR Trękusek (44 ha), włączając ją do gromady Klebark Wielki w tymże powiecie; do gromady Purda włączono natomiast część obszaru PGL nadleśnictwo Purda Leśna (11 ha) z gromady Klebark Wielki w tymże powiecie.
Gromada przetrwała do końca 1972 roku, czyli do kolejnej reformy gminnej. 1 stycznia 1973 w powiecie olsztyńskim utworzono gminę Purda.